# Paul Young (Sad Café)
|  | Denne artikel omhandler sangeren Paul Young fra bl.a. Mike + The Mechanics. For sangeren født i 1956, se Paul Young |
Paul Young (17. juni 1947 – 15. juli 2000 af et slagtilfælde) var en engelsk sanger der, i samarbejde med Mike & the Mechanics, har indspillet sangen "Word of Mouth". Han har også sunget i Sad Cafe.